# Andrij Załywczy

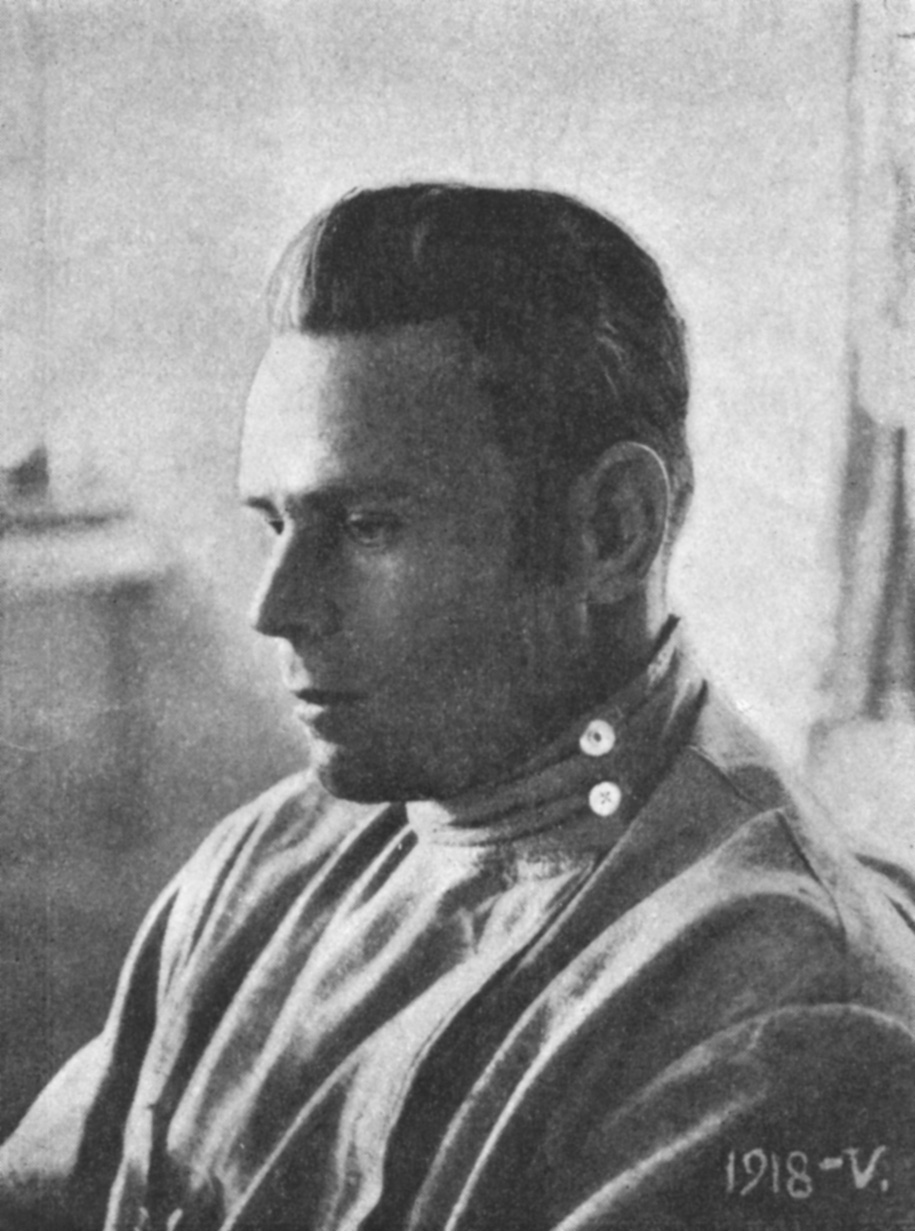
Andrij Załywczy (1918)

Andrij Iwanowycz Załywczy (ukr. Андрі́й Іва́нович Зали́вчий, ur. 14 października?/26 października 1892, zm. 13 grudnia 1918) – ukraiński rewolucjonista i pisarz.

## Życiorys
Studiował na Wydziale Prawnym Uniwersytetu Charkowskiego, do 1917 działał w partii eserowskiej, a od 1917 w Partii Lewicowych Eserowców, następnie wstąpił do SDPRR(b). W 1916 został aresztowany, 1918 redagował gazetę "Zińkiwśka narodna uprawa", w lutym-marcu 1918 był przewodniczącym Komitetu Wykonawczego Połtawskiej Rady Gubernialnej, brał udział w antyhetmańskim powstaniu w Czernihowie. Zginął w walce. Pośmiertnie została opublikowana jego autobiograficzna powieść "Z lit dytynstwa" ("Z lat dzieciństwa") w almanachu "Czerwonyj winok" (1919).